# Julio Francés Rodríguez
Julio Francés Rodríguez (Madrid, 1868 - 4 de desembre de 1944) fou un violinista i un director d'orquestra espanyol.
Estudià en el Conservatori de la seva vida natal, amb Monasterio, Aranguren i Llanos (violí, solfeig, i harmonia, respectivament), assolint el 1887 el primer premi de violí i passant dos anys més tard al Conservatori de Brussel·les, on va fer de forma brillant els cursos reglamentaris amb Ysaÿe. Més tard es donà a conèixer davant el públic de París en diversos concerts amb el violoncel·lista Sarmiento i el pianista Velasco.
De retorn a Espanya, ingressà en l'orquestra del Teatro Real (Madrid), de la que en fou primer violí concertino. El seu entusiasme per la música de cambra ho evidencià organitzant freqüents concerts, en els que va actuar en unió d'artistes tant eminents com Pau Casals, Agustín Rubio, Luisa Chevalier i José María Guervós. Fou fundador del Quartet que portava el seu nom, i del que també formaven part Conrado del Campo (viola), Luis Villa (violoncel) i Odón González (violí).
Aquesta agrupació, constituïda per solistes notables, va contribuir en gran manera a afavorir en les principals ciutats espanyoles l'afició a la música de cambra, assolint al mateix temps una merescuda fama. Pels anys mil nou-cents trenta en absència del mestre Fernández Arbós dirigia l'Orquestra Simfònica de Madrid.
Com a compositor, va produir nombroses obres de gènere divers, mereixent especial menció la Balada per a orquestra i cors, estrenada amb gran èxit el 1922, la sarsuela Ganarse la moza i el quadre líric Bella Sylvia, ambdues representades amb grans aplaudiments.